# Татхагата
Татха́гата (дев. तथागत) в санскрите и пали — букв. «так ушедший» или «тот, кто вышел за пределы» — пояснительно-разъяснительный эпитет, использующийся в буддийской философии хинаяны и махаяны (см., напр., Алмазную сутру) для Будды Шакьямуни и для других Будд.
Также может употребляться по отношению к любому архату. По взглядам махасангхиков, у всех татхагат нет пределов (границ) тела (форм, проявлений). Все татхагаты являются архатами (букв. «достойными; святыми»), но не все архаты являются татхагатами, — сказано в палийском каноне. Под татхагатами (татхагатой) подразумевается материальные воплощения будды-абсолюта в любом из миров. Именно это имеется в виду, когда говорится, что их тела беспредельны, то есть неисчислимы. Исторически этот эпитет использовался самим Гаутамой по отношению к себе. Впоследствии стал применяться в значении «Будда» (например, в тексте Итгэл):227.
Татхагата превосходит всех приходящих и уходящих — за все временные явления. Он тот, кто прозрел истину в её полном объёме — в отличие от тех, кто знает / «видит» её частично.
Исторический Будда, Сиддхартха Гаутама, называет себя Татхагата вместо использования местоимений я, мне и сам. Это нужно для того, чтобы подчеркнуть, что обучение «косвенно проводит» тот, кто вышел за пределы человеческого состояния, или в противном случае из одного бесконечного цикла перерождений, кто превзошёл все смерти и умирания, все страдания.
Гаутама Будда хранил «благородное молчание» в ответ на специфические «безответные вопросы» (таких вопросов насчитывалось согласно «Чуламалункья-сутте» десять), в том числе вопрос о том, существует ли Татхагата после смерти или нет.

## Этимология и интерпретации
Санскритская грамматика предлагает две возможности разбора слова: либо tathā и āgata, либо tathā (так) gata (ушедший):381-382. Слово «Tathā» — это средство «таким образом» на санскрите и пали, и буддийская философия принимает это ссылаясь на то, что называется истинность как-это-этот (yathā-bhūta). Эту истинность также называют такое положение дел или таковость (tathatā), указывает, что это просто (истинность) и что это такое.
Будда или архат определяется как человек, который «знает и видит реальность как-это-этот» (yathā bhūta ñāna dassana). Gata («ушедший») это пассивное причастие прошлого времени от словесного корня gam («путешествовать»). Āgata («приходить») это пассивное причастие прошлого времени от глагола «приходить».
Таким образом, в этой интерпретации, Татхагата буквально означает либо «тот, кто ушел в таковость», либо «тот, кто прибыл в таковость».
Питер Харви считал, что Татхагата существует в смысле, когда человек уже и не человек, а сверхчеловек в понимании Ницше или «Татхагата, Супермен (uttama-puriso)».